# Placebo (együttes)
A Placebo 1994-ben alakult brit alternatív rockot játszó együttes.
Jelenlegi tagjai Brian Molko és Stefan Olsdal.

## Az együttes története
Molko és Olsdal már Luxembourgban töltött iskolás éveikben megismerték egymást. Brian 17 évesen ment Londonba drámát tanulni a Goldsmith's-be. Ugyanekkor Olsdal egy svéd iskolába ment át. Később ismerték meg egymást, amikor Stefan követte szüleit Angliába és gitárt kezdett tanulni. Molko már ekkor az első dalain dolgozott Steve Hewittal.
Molko és Olsdal elhatározták, hogy zenekart alapítanak. Steve (akit Molko a Goldsmith's-ben ismert meg) ekkor egy Breed nevű zenekar tagja volt, de a Placebo demóiban is segédkezett. Nem sokáig tartott, amíg az együttes megtalálta saját stílusát. Hewittot – a Breeddel való konfliktusai miatt – a Placeboban helyettesíteni kellett. A helyettesítő pedig egy svéd dobos, Robert Schultzberg volt. 1996-ban Hewitt visszament a Placebóba. Ekkor a Placebo már egészen szép hírnevet tudhatott magáénak, megcsinálták az első albumukat, turnéztak, klubokban játszottak, és a Come Home című maxijuk 3. lett a listákon.
1996 januárjában az együttes szerződést kötött a Hut Recordingsszal. Körülbelül ekkor jutottak el a demók David Bowiehoz, akit teljesen lenyűgözött az együttes. Így hát felkérte a Placebót, hogy kísérje el őt az európai koncertturnéján.
A Placebo első albumát Dublinban vették fel 1996 tavaszán Placebo címmel. A július 16-án megjelent albumon szereplő 10 szám nagy része a szexről szólt, a "Bruise Pristine", a "Come Home", és a "Hang On To Your IQ" felújított változataival. Az album aranylemez lett.
1998 elején felvették második albumukat a Real World Studiosban, Steve Osborne segítségével (aki mellesleg producerként közreműködött a U2 karrierjében is). A második lemezük már teli volt szerelmes dalokkal, amik szívszorítóak és melankolikusak. Ezt az egész témát új hangzással, új elemek vegyítésével dobták fel.
1998 augusztusában kiadták a Pure Morning-ot, az első maxit a második albumról, ami negyedik helyezést ért el a brit listákon.
2000 októberében megjelent harmadik albumuk a Black Market Music, melynek témái hasonló jellegűek, mint a Without You I'm Nothing című lemezüké.
2003-ban következő albumok a Sleeping with Ghosts került a boltokba, ami már egy sokkal elektronikusabb lemez lett. A "The Bitter End" című számuk nagy siker lett az MTV zenei csatornán. A következő évben jelent meg a Soulmates Never Die: Live in Paris című DVD-jük, ami egy koncertfelvételt és egy 30 perces dokumentumfilmet tartalmaz a 2003-as évi turnéjukról, valamint egy válogatáslemez a Once More With Feeling Singles 1996-2004, amiből egy DVD formátum is megjelent.A DVD tartalmazza az összes klipet, ami 2004-ig megjelent és egy körülbelül egyórás riportfilmet, amiben az együttes tagjai mesélik el a kezdetektől egészen máig életüket, az együttes történetét.
A zenekar 2005 szeptemberében fejezte be az utolsó simításokat Meds című új albumán, amelynek megjelenését 2006. március 13-ára tervezték, míg az USA-ban április 4-ére. Az új albumhoz elsőként a Because I Want You című dal kislemeze jelent meg az Egyesült Királyságban. Az első nemzetközi kislemez a Song To Say Goodbye volt, egyidejűleg a Because I Want You-val. A Meds a hivatalos megjelenés előtt két hónappal, 2006. január 17-én kikerült az internetre. Az albumon két duett is készült amerikai énekesekkel, a címadó "Meds" Alison Mossharttal a The Kills-ből és a "Broken Promise" Michael Stipe-pal az R.E.M.-ből. A francia Dimitri Tikovoi volt az album producere, aki Once More with Feeling lemezre mixeket készített.
Az album több országban a slágerlistákra került megjelenését követően, például Ausztráliában a 4., az Egyesült Királyságban 7. helyen végzett a toplistákon. A következő kislemez az albumról az "Infra-red" lett, mely 2006. június 19-én került a lemezboltokba az Egyesült Királyságban.
A zenekar 2006 októberében jelentette meg debütáló albumának 10 éves, gyűjtőknek szánt remasterelt kiadását, amelyen videók, koncertek és televíziós szereplések is voltak. A Meds amerikai kiadású albumához további három számot adtak hozzá, a "UNEEDMEMORETHANINEEDU", a "Lazarus", és a "Running Up That Hill" címűeket, valamint az "In The Cold Light of Morning" című számot, mely trágársága miatt eredetileg lekerült az albumról.
A Placebo csatlakozott a Linkin Parkhoz és a 2007-es Projekt: Revolution turnéhoz. Minden jegy árából 1 dollárt az American Forests-en keresztül a Music for Relief alapítványnak adományoztak.
2007-ben összeállítottak egy gyűjteményt a következő számokkal: "Nancy Boy", "Every You Every Me", "Taste In Men", "The Bitter End", "Meds", "Pure Morning", "Infra-Red" és a védett "Running Up That Hill".
2007 októberében Steven Hewitt elhagyta a zenekart. Brian azt nyilatkozta, hogy "Egy zenekarban lenni, nagyon olyan, mint egy házasságban, és páronként – a mi esetünkben hármas – az emberek szétmehetnek az évek alatt. Azt mondani, hogy te nem szereted a partneredet eléggé, az így pontatlan, figyelembe véve mindent amit gondoltatok és teljesítettetek együtt. Egyszerűen jön egy pont, mikor rájössz, hogy különböző dolgokat akarsz a kapcsolatodtól és hogy nem vagy képes tovább egy fedél alatt élni vele, így beszélsz"
2008 közepén Steve Forrest lett a Placebo új dobosa. 2009. június 8-án új albumuk jelent meg, Battle For The Sun címmel, erről az első kislemez a For What It's Worth lett.
A zenekar 2012 szeptemberében bejelentette, hogy egy hónappal később várható egy új, 5 dalt tartalmazó EP megjelenése B3 címmel. A zenekar hetedik stúdióalbuma Loud Like Love címmel 2013. szeptember 13-án jelent meg.
A Placebo több alkalommal adott koncertet Magyarországon, például 2012-ben a Sziget Fesztiválon. 2016 márciusában jelentette be a Placebo 20 Years elnevezésű világkörüli turnéját, mellyel a zenekar első albumuk megjelenésének 20. jubileumát ünnepli. Az első koncertet október 13-án Dániában, míg az utolsót december 15-én a londoni Wembley Arénában fogják adni. 2016. november 11-én a zenekar a Papp László Budapest Sportarénában lépett fel.

## Diszkográfia

### Stúdióalbumok
- Placebo (1996)
- Without You I'm Nothing (1998)
- Black Market Music (2000)
- Sleeping With Ghosts (2003)
- Meds (2006)
- Battle for the Sun (2009)
- Loud Like Love (2013)
- Never Let Me Go (2022)

## Képgaléria

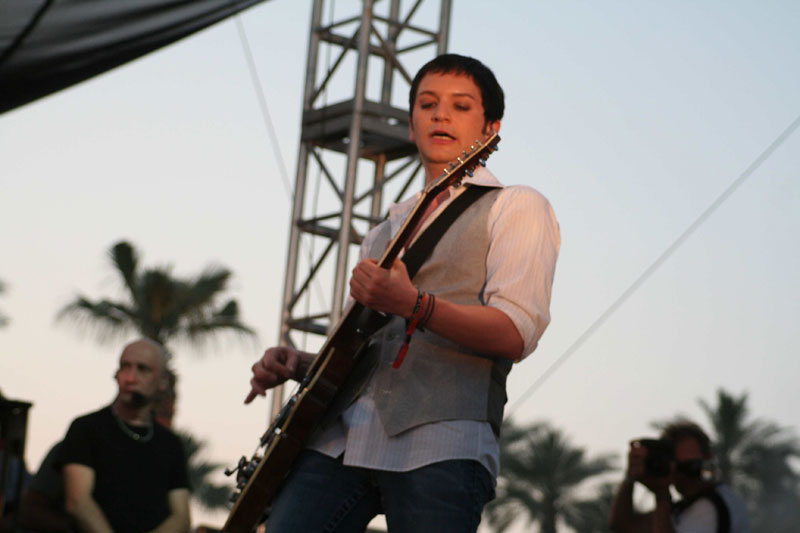
Brian Molko
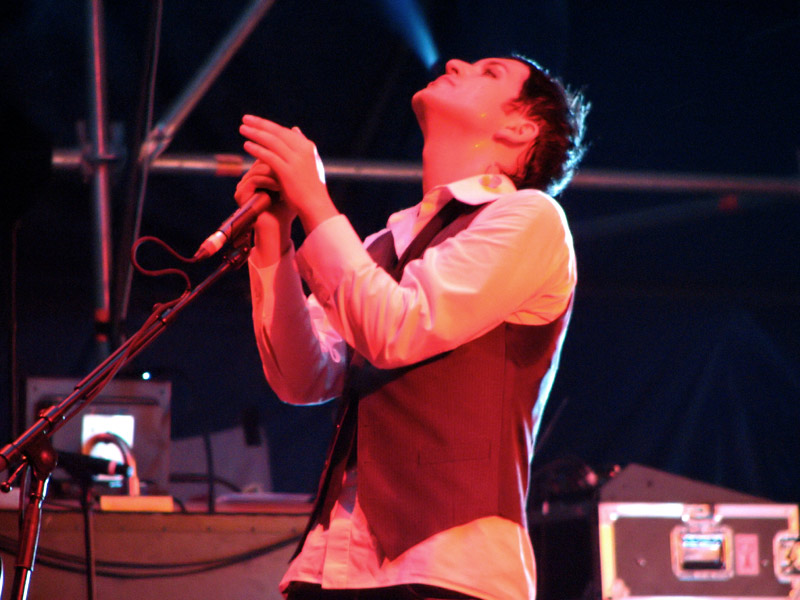
Brian Molko
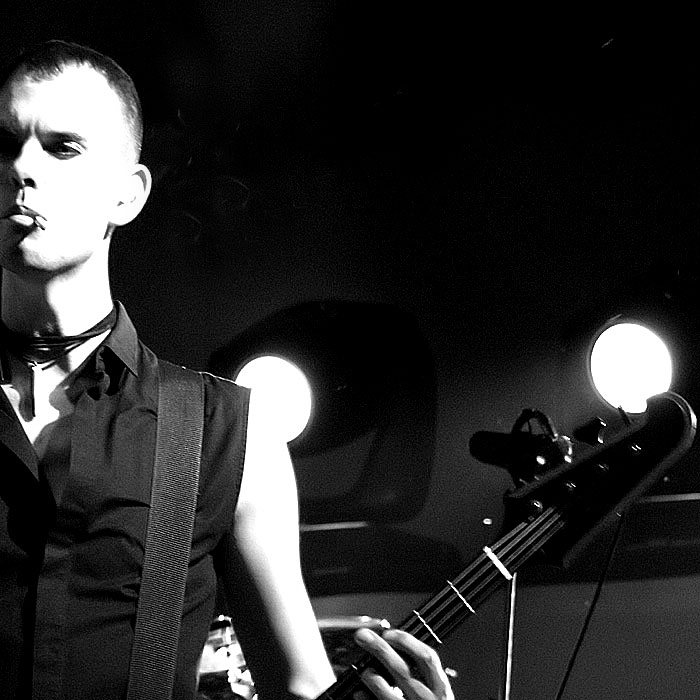
Stefan Olsdal
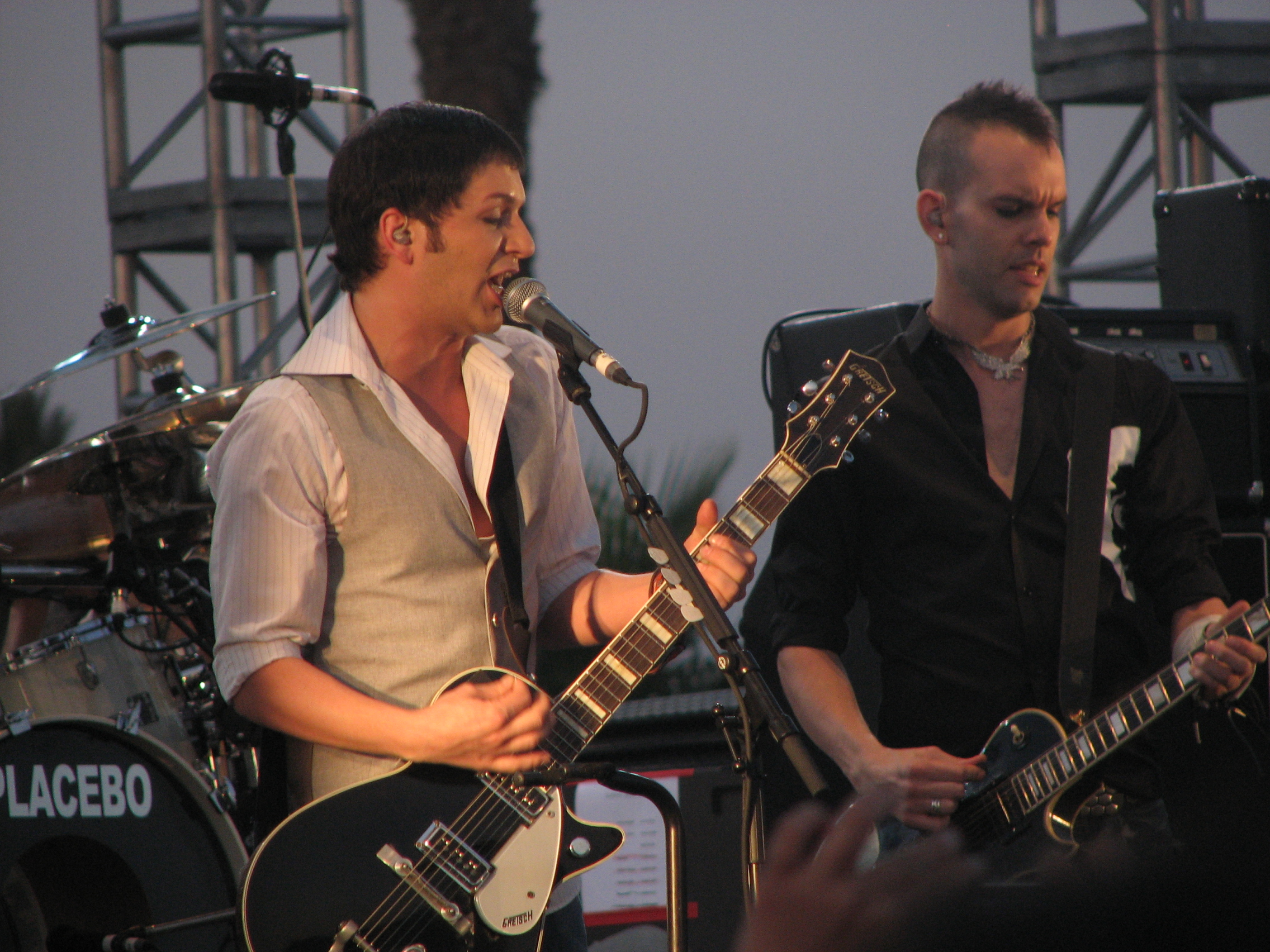
Brian Molko és Stefan Olsdal
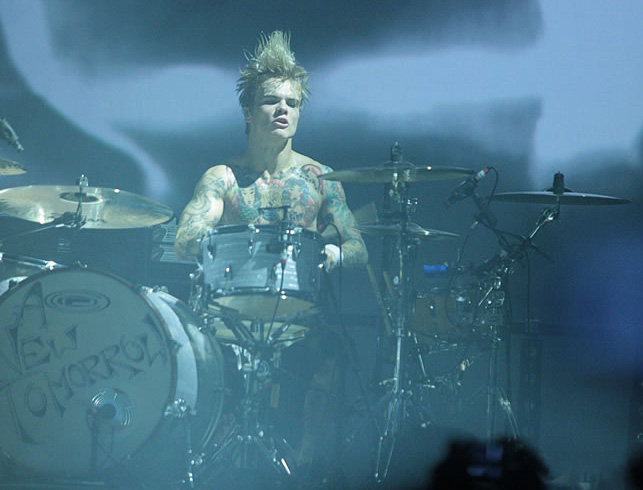
Steve Forrest

## Fordítás
- Ez a szócikk részben vagy egészben  a   Placebo című angol Wikipédia-szócikk fordításán alapul.  Az eredeti cikk szerkesztőit annak laptörténete sorolja fel. Ez a jelzés csupán a megfogalmazás eredetét és a szerzői jogokat jelzi, nem szolgál a cikkben szereplő információk forrásmegjelöléseként.